# 恋する履歴書
『恋する履歴書』（原題: Post Grad）は、2009年のアメリカ映画。日本で劇場未公開（2010年7月にDVDレンタル開始）。
当初この映画のタイトルは Ticket to Rideだったが、のちに The Post-Grad Survival Guideと改題され 、最終的に現在のタイトルに落ち着いた。

## ストーリー
名門大学を卒業したライデンは、内定確実と自信を持っていた一流出版社の採用枠をライバルに奪われ、就職に失敗したことから実家に戻る。なかなか就職が決まらぬ焦りの中、ライデンは実家の向かいの家に住むイケメンCMディレクター、デヴィッドに恋するようになる。
そんなある日、ライデンは仕事で投げやりになったデヴィッドに付き合っていたために、幼なじみで親友のアダムとの大事な約束をすっかり忘れてすっぽかしてしまう。子どものころからライデンを一途に愛し、告白までしていながら、親友以上の扱いをしてくれないライデンに対して、それでも親友として何でも相談に乗っていたアダムだったが、このことで気持ちに踏ん切りを付け、改めてコロンビア大学の法科への進学を決める。一方、ライデンは当初希望していた一流出版社の枠が空いたことから急遽採用されることになる。
アダムに去られて初めてその存在の大きさに気付いたライデンだったが、念願の出版社で一心不乱に働き、上司からも認められるようになる。
ある週末、久しぶりに実家に帰ったライデンは、自由奔放な父とそれを温かく受け入れている家族の姿を見て、仕事ばかりの生活の空しさに気付き、仕事を辞めてアダムのもとに行くことを決める。アダムに再会したライデンは想いを告げ、2人は結ばれる。

## キャスト
ライデン・マルビー
演 - アレクシス・ブレデル、日本語吹替え - 川庄美雪
名門大学を卒業したものの就職に失敗し、実家に戻って来た。
アダム・デイヴィス
演 - ザック・ギルフォード、日本語吹替え - 細谷佳正
ライデンの幼なじみで親友。マルビー家から家族同然に扱われている。コロンビア大学の法科への進学が決まっているが歌手になる夢を捨て切れずにいる。子供の頃からライデンを愛していて告白もしているが親友以上に扱われていない。
デヴィッド
演 - ロドリゴ・サントロ、日本語吹替え - 桐本琢也
ライデンの実家の向かいに住むCMディレクター。
カーメラ・マルビー
演 - ジェーン・リンチ、日本語吹替え - 藤生聖子
ライデンの母。
モリーン・マルビー
演 - キャロル・バーネット、日本語吹替え - 沢田敏子
ライデンの祖母。ちゃっかりしている。
ウォルター・マルビー
演 - マイケル・キートン、日本語吹替え - 大川透
ライデンの父。モリーンの息子。変わり者。
ハンター・マルビー
演 - ボビー・コールマン、日本語吹替え - 津村まこと
ライデンの弟。父譲りの変わり者。
ロイ・デイヴィス
演 - J・K・シモンズ、日本語吹替え - 立川三貴
アダムの父。仕事優先でアダムの大学の卒業式にも来なかった。